# Белорусский независимый профсоюз
Белорусский Независимый профсоюз горняков, химиков, нефтепереработчиков, энергетиков, транспортников, строителей и других работников (БНП) (бел. Беларускі незалежны прафсаюз, англ. The Belarusian Independent trade union) — белорусский профессиональный союз. Демократический профсоюз, образован 6 октября 1991 года, как Независимый профсоюз горняков Беларуси (НПГБ). 3 июня 1993 года  на внеочередном съезде в Солигорске НПГБ был переименован в Белорусский Независимый профсоюз. Председателем БНП с 21 апреля 2019 года, является Позняков Максим Михайлович.
Наиболее крупные ячейки — на предприятиях нефтехимии в Солигорске («Беларуськалий»), Новополоцке («Нафтан»), Гродно («Гродно Азот»), Мозыре (Мозырский НПЗ). Руководящий орган — Съезд, проводящийся раз в четыре года. Между съездами профсоюзом руководит Совет представителей, исполнительным органом профсоюза является Исполнительное бюро, состоящее из председателя, вице-председателя и секретаря-казначея профсоюза.
В июле 2022 года Верховный суд Республики Беларусь закрыл БНП и другие независимые белорусские профсоюзы.

## История

### Предыстория создания НПГБ
К концу 80-х годов XX в. в БССР сложилась ситуация, когда профсоюзы оказались под полным контролем партийно-государственных органов и одной из главных задач, поставленных перед ними, стало проведение в жизнь «решений коммунистической партии и советского правительства». Рабочие в свою очередь открыто высказывали недоверие как к партийно-советскому руководству, так и к профсоюзному активу, вполне справедливо полагая, что это звенья одной и той же монопольной государственной системы. Изменения во внутриполитической жизни БССР повлияли и на ситуацию в профсоюзном движении. Именно конец 1980-х и 1990-е годы можно назвать периодом начала решительных изменений в профсоюзном движении Беларуси.
История независимого профсоюзного движения Беларуси тесно связана с рабочим движением. За точку отсчета можно с уверенностью взять 1989 год, когда прошли выступления шахтёров в г. Солигорске.
Первая волна рабочего движения в Солигорске поднялась в 1989 году, тогда там был создан клуб «Поиск», а позже в 1990 г. и независимое объединение «Рабочий союз». Затем в городе стали активно организовываться рабочие комитеты и стачкомы. Рабочие выдвинули политические и экономические требования: повышение заработной платы, улучшение условий труда, ликвидация политической монополии КПСС-КПБ.
В конце 80-х годов прошлого столетия рабочее движение формировалось в первую очередь в шахтёрских регионах: Донецк на Украине, Кузбасс, Кемерово, Московская область — в России. В Беларуси таким центром стал г. Солигорск. В это время образовывается Независимый профсоюз горняков СССР (НПГ СССР), который стал у истоков рабочего и независимого профсоюзного движения в Беларуси.
В то время на ПО «Беларуськалий» был очень низким уровень заработной платы, работники горной отрасли за каторжный труд получали на порядок ниже, чем работники других предприятий города. При этом рабочий день шахтёра зачастую превращался в 11-часовой, поскольку не учитывалось время, затрачиваемое на спуск в шахту и доставку до места работ и обратно. К тому же полностью отсутствовало внимание руководства предприятия к проблемам шахтёров, в том числе к самой главной — обеспечению безопасности труда. Средний возраст уволенных по причине смерти, солигорских горняков на тот момент, составлял 49 лет.

### Создание НПГБ
Днём рождения Независимого профсоюза горняков Беларуси (НПГБ) можно назвать 27 марта 1991 года, когда была проведена учредительная конференция Солигорской первички ОНПГ СССР. Делегатов на учредительной конференции было немного, всего 16 человек. Не все структуры предприятия (рудоуправления) были вовлечены в процесс создания профсоюзной организации. Костяк её составляли лишь два рудоуправления (3Ру и 4Ру). Но очень скоро инициативу подхватили рабочие других подразделений предприятия.
Осенью 6 октября 1991 года проходит учредительный съезд НПГБ, на котором принимается Устав и избираются профсоюзные органы. Первым председателем Независимого профсоюза горняков Беларуси становится Юргевич Иван Вацлавович.
Основателями Независимого профсоюзного движения Беларуси нужно назвать всех членов НПГБ, которые первыми вступили в профсоюз. Но идеологами и разработчиками первого демократического профсоюза в Беларуси стали три человека: Иван Юргевич, Василий Юркин, Александр Довнар.

### Становление профсоюза
В феврале 1992 года состоялась первая конференция Независимого профсоюза горняков. Именно на конференции впервые профсоюз горняков озвучил инициативу вступления в бессрочный трудовой спор с нанимателем и, в конечном итоге, принял решение начать забастовку. Требования, выдвинутые бастующими, включали повышение оплаты труда, социальные гарантии, обеспечение достойных условий работы. Забастовка длилась 44 дня. Параллельно шахтёрами и членами их семей была объявлена голодовка шахтеров, которая продолжалась 18 дней. Затем профсоюзом был организован пеший поход в Минск.
Акции оказались не напрасными. Независимый профсоюз одержал реальную победу. В стране впервые было подписано тарифное соглашение, в котором было отражено положение о том, что минимальная зарплата должна соответствовать минимальному потребительскому бюджету. В апреле 1992 года временное соглашение приобрело статус нормативного документа. Заработная плата на ПО «Беларуськалий» была повышена в 3,4 раза.
В 1993 г. был подписан первый коллективный договор с нанимателем. На 1 час было сокращено рабочее время для шахтёров. Отпуск для тех, кто работает под землей, был увеличен до 66 дней.

### От НПГБ к БНП

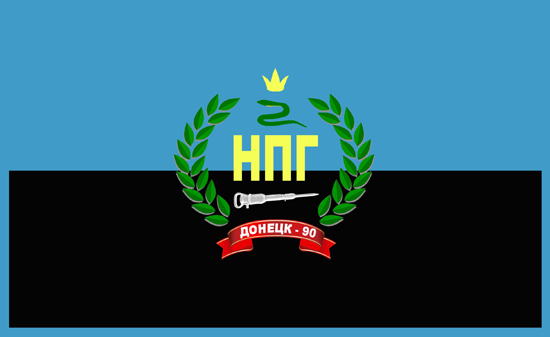
Флаг НПГБ, использовался до 1996 года

Начиная с этого момента по всей Беларуси создаются первичные организации Независимого профсоюза: Могилев, Витебск, Гродно, Мозырь, Бобруйск, Минск, Руба, Микашевичи, Орша, Солигорск. Десятки первичных организаций. В Независимого профсоюза горняков Беларуси вступали работники разных сфер деятельности, от транспортников да учителей и медиков. Поэтому в 1993 году, на III внеочередном съезде НПГБ было принято решение переименовать профсоюз в Белорусский Независимый профсоюз горняков, химиков, нефтепереработчиков, энергетиков, транспортников, строителей и других работников (БНП).
Кроме того, в этом же году создаётся Ассоциация профсоюзов Белорусского Конгресса демократических профсоюзов (АП БКДП). Одним из учредителей этого альтернативного профцентра стал Белорусский Независимый профсоюз (БНП). В состав БКДП на тот момент входили Белорусский Независимый профсоюз (БНП), Свободный профсоюз Белорусский (СПБ), Свободный профсоюз металлистов (СПМ), Профсоюз педагогов и Демократический профсоюз транспортников (ДПТ), в который входил национальный профсоюз авиадиспетчеров.
На протяжении 1990-х активисты БНП вели непрерывную борьбу по отстаиванию интересов не только своих членов, но и всех трудящихся страны, организуя массовые акции протеста. Это сыграло свою роль в судьбе профсоюза. Особенно, после выборов первого президента Республики Беларуси в 1994 году. В профсоюзе было принято решение поддержать на выборах лидера Белорусского Народного Фронта «Адраджэнне» Зенона Позняка. Большое количество активистов вошли в инициативные группы З.Позняка или С.Шушкевича.
Первые выборы президента Беларуси прошли 23 июня и 10 июля 1994 года. Фаворит БНП Зенон Позняк занял третье место и набрал — 13,1 % голосов. Победу во втором туре одержал Александр Лукашенко.

### БНП в опале
В августе 1995 года, началась забастовка гомельских водителей троллейбусов, которые быстро нашли поддержку в троллейбусных депо столицы. 15 августа началась забастовка в троллейбусном депо № 1 в Минске. Основным требованием была выплата зарплаты, которую водителям троллейбусов задерживали уже три недели. 17 августа водителей поддержали работники Минского метрополитена. На дверях Минского метрополитена появились таблички, сообщавшие о том, что станции закрыты по техническим причинам.
19 августа внутренние войска оцепили штаб-квартиры Свободного профсоюза Беларуси, которые выступали организаторами забастовки. В поддержку СПБ выступили все демократические профсоюзы Беларуси. Члены НПГ ПО «Беларуськалий» из Солигорска вместе с их лидером Николаем Новиком обещали, что в случае попыток расправы с бастующими «выступят с акциями протеста, вплоть до объявления предупредительной забастовки». Несмотря на это, были арестованы три профсоюзных лидера и уволено 58 работников столичной подземки. Александр Лукашенко критиковал МВД за то, что с бастующими работниками метро излишне церемонятся.
С этого момента все демократические профсоюзы входящие в БКДП рассматриваются политическим режимом Беларуси, как оппозиционные политические структуры.

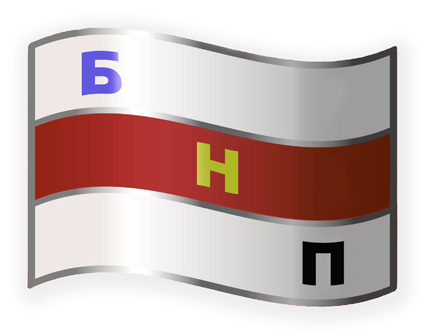
Флаг профсоюза принятый в 1996 году

В связи с проведенным референдумом 14 мая 1995 года по инициативе президента страны Александра Лукашенко, была изменена государственная символика Беларуси. Совет представителей принимает решение сохранить национальные символы страны, хотя бы в виде символов БНП. В Министерством юстиции РБ было отказано в регистрации герба «Погоня», как логотипа организации, а вот Бело-красно-белый флаг с буквами БНП, как профсоюзных символов Независимого профсоюза, был зарегистрирован.
В связи с ухудшением здоровья 18 февраля 1995 года в отставку уходит первый лидер и вдохновитель БНП Иван Вацлавович Юргевич. Исполняющим обязанности председателя БНП избран Бабаед Виктор Сергеевич. 29-30 июня 1995 г. председателем профсоюза избирают Бабаеда Виктора Сергеевича.
Отношения профсоюза с властями продолжают накаляться. 17 октября 1996 г. активисты БНП решили повторить пеший поход из Солигорска на Минск, как в 1992 году. Основные требования читались на плакатах, которые держали в руках участники шествия: «Пенсионерам достойную и своевременную пенсию!», «Безработным — пособие на жизнь, а не на вымирание!», «Врачам и учителям — достойную зарплату, а не нищенское пособие!». Однако руководство профсоюза сразу же было задержано при выходе из города и чуть позже было оштрафовано. По пути следования колонны участники задерживались представителями милиции разных РОВД. Так задержание производилось в Солигорском, Слуцком и Узденском районах. В результате «усердной» работы представителей милиции, до Минска дошёл лишь один из участников колонны.
В Солигорске 4 октября 1998 года 600 членов БНП прошлись по городу, напомнив власти о начале 1990-х. Ровно через месяц, 4 ноября, на стадионе «Строитель» профсоюзы собрали 3000 протестующих. Для 100 тысячного города это стало самой массовой акцией протеста.
В годовщину чернобыльской трагедии 26 апреля 1997 года, несколько активистов вместе с зам.председателя НПГ Александром Королевым организуют вело пробег под лозунгом: «Нет социальному Чернобылю!».
В ноябре 1998 г. активисты НПГ ПО «Беларуськалий» организовали третий поход на Минск, в этот раз — «Поход за шахтёрской пенсией». По аналогии с 1996 годом, людей задерживали сотрудники местных РОВД, в отделениях их унижали, обыскивали и раздевали. Когда горняки дошли до Минска, всю группу шахтёров окружил ОМОН и задержал повторно. Через определённый отрезок времени пенсия для забойной группы все же была увеличена в 2 раза.
В июне 1999 г. проходит V очередной съезд БНП. Председателем повторно избирается Виктор Бабаед.

### Борьба за выживание
Очередные выборы президента Беларуси, которые прошли 9 сентября 2001 года, снова повлияли на положение дел в БНП. В этот раз активисты и лидеры профсоюза не так рьяно принимали участие в предвыборной кампании. Причиной тому стало то, что во главе всех оппозиционных сил в стране была выдвинута единая кандидатура на пост президента, действующий лидер Федерации профсоюзов Беларуси — Владимира Гончарика. По сути, главный конкурент БКДП на профсоюзном поле Беларуси.
В. Гончарик проиграл выборы А. Лукашенко, набрав — 15,65 % голосов. Власти не забыли об поддержке В.Гончарика профсоюзами и взялись за них. В ближайшее время была ограничена возможность сбора профсоюзных взносов безналичным путем. Декабре 2001 года, Совет Министров РБ своим Постановлением № 1804 о мерах по защите прав членов профсоюзов распорядился отменить систему безналичного удержания профсоюзных взносов из заработной платы. Профсоюзам пришлось собирать взносы вручную. Естественно это сократило число средств поступающих в бюджет БНП, а в итоге и численность членов профсоюза.
К тому же, с этого момента у независимых профсоюзов появился новый враг — ФПБ, которая подчинилось президенту Лукашенко на Внеочередном IV съезд ФПБ и избрали себе в председатели Леонида Козика. Л. Козик был избран председателем ФПБ летом 2002 года. До этого он занимал ряд руководящих постов в органах белорусской власти и Союзного государства Беларуси и России, работал заместителем главы Администрации президента.
Получив в ряд врагов ещё и 4-х миллионную Федерацию профсоюзов Беларуси, дела в организации ухудшились. К финансовым проблемам подключились проблемы давления на членов профсоюза. На предприятиях появляется идеологические отделы. С работниками состоящими в «не официальных» профсоюзах сначала начали проводить профилактические беседы, наказывать за участие в профсоюзных акциях, уговаривать выходить из Независимого профсоюза, подкупать должностями и разрядами. Свою роль в качестве меры воздействия сыграла повальная контрактизация работников. С неугодными попросту не продлили контракты. В итоге численность организации начала сокращаться. С 12 000 членов профсоюза в 1999 году, в 2007 она уже составляла 7 000 членов профсоюза.
15 октября 2002 г. в отставку подает председатель БНП Виктор Бабаед. С его слов, он не видел больше к себе доверия членов Совета представителей. Кроме того, ухудшилась финансовая ситуация, не было средств на содержание офиса. Исполняющим обязанности председателя Белорусского Независимого профсоюза горняков, химиков, нефтепереработчиков, энергетиков, транспортников, строителей и других работников избирается секретарь-казначей Зимин Николай Васильевич. Доходило до того, что Н. В. Зимин из свое шахтёрской заплаты оплачивал коммунальные платежи профсоюзного офиса, продолжая работать в забое на 4 РУ ОАО «Беларуськалий».
VI съездом БНП, который состоялся в Минске 15 февраля 2003 года, председателем избирают заместителя председателя НПГ ПО «Беларуськалий» Коробова Василия Семеновича. Несмотря на то, что прекратило свое действие Постановления Совмина РБ № 1804, ситуация в профсоюзе была катастрофическая. БНП в Солигорске отказывали в аренде офиса. В 2004 году офис трижды переезжал. В штате наемных сотрудников офиса осталась лишь пара человек.
С 15 по 24 апреля 2004 года Беларусь посетила Комиссия Международной организации труда. Ещё в 2000 году в МОТ была подана жалоба инициированная АСМ, АПК, РЭП и БКДП в отношении нарушений профсоюзных прав в Республике Беларусь. Данное расследование проходило в рамках дела № 2090 — о нарушении правительством Республики Беларусь принципов свободы объединений. Во время визита была организована интенсивная программа бесед с профсоюзными работниками и членами профсоюзов, а также с другими организациями трудящихся и работодателей в стране. Рассмотрев жалобу, руководство МОТ вынесло белорусскому правительству список рекомендаций.
В 2005 году из подписных каталогов и из сети распространении «Белсоюзпечать» была удалена газета «Салідарнасць», что ударило по её распространению, и соответственно по окупаемости. Было принято решение приостановить её выпуск. С этого времени был создан сайт "«Салідарнасць», который работает до сих пор.
14 марта 2007 г. в Солигорске проходит VII съезд БНП. На нём были отмечены основные проблемы с которыми сталкивается профсоюз: аренда помещений для профсоюзов, поголовная краткосрочная контрактная система. Председателем был переизбран Коробов Василий Семенович, который в своем выступлении отметил не дружеские действия «братского», по международной организации ICEM, «Белхимпрофсоюза», который вместе с властями «ведут себя не по-партнерски».
Основной проблемой профсоюза оставалась его малая численность, 7000 членов, на тот момент. Кроме давления на членов уже созданных первичных организаций, было невозможно создать новые организации.
Тому пример первичной организации ООО «Дельта-стиль» в Солигорске, когда 101 работник вступили в БНП и решили создать свою профсоюзную организацию. Администрация предприятия отказалась выделять помещение для офиса организации, без которого их регистрация в местных органах власти была не возможна. Первичка трижды получила отказ от Солигорского райисполкома в регистрации. Наниматель отказал и в перечислении профсоюзных взносов, нарушив Закон РБ «О Профессиональных союзах», что подтвердил Солигорский районный суд. После того, как дело приняло огласку на уровне всей страны, руководством предприятия был издан приказ о ликвидации ООО «Дельта-стиль», а работницы переведены на другое швейное предприятие «Купалинка».

### Уход в тень
С 2010 года БНП полностью уходит с политического поля. Перед президентскими выборам 2010 года, руководство БНП приняло позицию неучастия в предвыборных кампаниях. «Нам ещё нужно расти. А сегодня участие в президентской кампании для нас просто невозможно. Независимые профсоюзы и так обвиняют в политиканстве… А если мы действительно поучаствуем в политической кампании, нам будет совсем нехорошо», — отметил тогда председатель БНП Василий Коробов.
Зам. председателя НПГ Александр Королев ещё более конкретно подчеркнул позицию профсоюза по этому вопросу: «Профсоюз должен заниматься жизнью человеческой, основное — это охрана труда и доход работника. Поэтому связывать профсоюз с политическими кампаниями — не умно».
С 2010 года Независимый профсоюз фактически больше не принимает участия в уличных протестах в качестве организатора. Заявки БНП на проведение акций попросту отклоняются местными властями. Последняя проведенная акция протеста организованная БНП состоялась 20 ноября 2010 г. на Солигорском стадионе «Строитель». Пикет был заявлен в поддержку членов профсоюза ООО «Дельта-стиль». В нём приняли участие около 10 человек. Этот день, на предприятии был объявлен рабочим, несмотря на то, что это была суббота, чтобы работницы предприятия не приняли участие в пикете.
В 2010 году «Белхимпрофсоюз» и руководство концерна Белнефтехим в тайне от БНП подписывают Тарифное соглашение. На ряде предприятий первичным организациям БНП отказывают в работе Комиссий по формированию и подписанию коллективных договоров. Независимый профсоюз попросту игнорируют.

### Изменение тактики
По мнению некоторых активистов БНП, большей степени из Солигорска и Мозыря, ситуация в профсоюзе ухудшалась не только из-за внешнего давления, но и из-за неправильного управления самим профсоюзом. Поэтому 16 апреля 2011 г. в Солигорске проходит очередной VIII съезд БНП, на котором председателем избирается Зимин Николай Васильевич. В этом же году в ноябре проходит торжественное мероприятие посвященное 20-летию профсоюза.
Всплеск активности выпал на 2012 год. 600 работников микашевичского предприятия РУПП «Гранит» вышли из ФПБ «по причине неудовлетворительной работе профкома и низкой заработной платы». 24 декабря 2011 года по инициативе гранитодобытчиков в Микашевичах состоялась встреча с представителями БНП, во главе с его председателем Н.Зиминым. Около 200 человек изъявили желание перейти в независимый профсоюз. Было проведено учредительное собрание по созданию первичной профсоюзной организации. Однако работники столкнулись с той же проблемой, что и работницы «Дельта-стиль» — отказ в помещении нанимателем и отказ в регистрации организации местными властями.
Борьба за право иметь на предприятии первичную организацию продолжалась более года. За это время все активисты БНП на «Граните» были либо уволены, либо сами уволились с предприятия. Водитель «Белаза», лидер первички Олег Стахаевич был лишен водительского удостоверения и уволен с предприятия, через несколько месяцев после того как был избран председателем первички.
Несмотря на солидарность с профактивистами в Беларуси, так и международную поддержку, организация БНП на «Граните» все же не смогла существовать. Руководство БНП в лице её лидера Н. В. Зимина так прокомментировали ситуацию: «С уверенностью можно сказать, что в нашей стране действует разрешительный порядок создания организаций».
После событий на «Граните» и «Дельта-стиль» в профсоюзе решили изменить тактику и заниматься укреплением уже созданных в БНП структур. На протяжении последних пяти лет в профсоюзе разрабатываются и утверждаются стратегии развития БНП. Были созданы три направления для более эффективной работы с членами профсоюза: женское, молодёжное и ветеренское направления. Активно проводится обучение и подготовка профактива. Представители БНП принимают участие в международных мероприятиях.
Большинство первичных организаций, благодаря международному давлению, вернулись в рамки колдоговорного процесса на своих предприятиях. Взаимоотношения между профсоюзом и органами власти перешли в ранг официальной переписки. БНП постоянно направляет в Министерство труда и социальной защиты, Администрацию президента или Совмин: обращения, письма и открытые заявления, как это было в период проведения в Беларуси пенсионной реформы.
Несмотря на то, что БНП старается не принимать активного участия в политической жизни Беларуси и старается вести конструктивный диалог с органами власти, численность профсоюза продолжает падать и профсоюз теряет свое влияние. На сегодняшний день БНП объединяет пять первичных организаций. Около 80 % членов профсоюза объединены в первичной организации работников ОАО «Беларуськалий» БНП. Общая численность профсоюза на 2018 год — 6062 члена профсоюза.
БНП — единственный из независимых профсоюзов, прошедший через период прессинга со стороны властей 2001—2013 гг.. не превратившись в маргинальную организацию.
Несмотря на все трудности и перипетии современной истории Беларуси, Белорусский Независимый профсоюз по сегодняшний день остаётся самым многочисленным профсоюзом в лагере демократического профсоюзного движения Республики Беларусь.

## Членство
Членами БНП могут быть все граждане Республики Беларусь, иностранные граждане, лица без гражданства, достигнувшие пятнадцатилетнего возраста, которые работают, или являются учащимися или студентами. Кроме того, такая часть общества как пенсионеры, домашние хозяйки, инвалиды труда и безработные, оставив работу по уважительным причинам, могут находиться на учёте в своих первичных организациях. Они подают заявления в первичные организации по последнему месту работы и становятся на учёт в БНП.
Не может быть членом профсоюза: наниматели и лица, наделенные правом приема и увольнения, осуществляющие функции найма и увольнения. Лица, которые были исключены из Независимого профсоюза за нарушение положений Устава БНП.
По состоянию на декабрь 2017 года в БНП состояло 6068 членов профсоюза.

## Структура
Белорусский Независимый профсоюз на сегодняшний день состоит из шести первичных организаций расположенных в пяти областях Республики Беларусь.
- Первичная профсоюзная организация работников ОАО «Беларуськалий» БНП, (г. Солигорск)
- Первичная организация БНП ОАО «Мозырский НПЗ», (г. Мозырь)
- Первичная организация ОАО «Нафтан», (г. Новополоцк)
- Первичная организация БНП ОАО «Гродно Азот», (г. Гродно)
- Первичная профсоюзная организация работников ОАО «Белшина» БНП, (г. Бобруйск)
- Первичная профсоюзная организация работников УСП «Трест»Реммонтажстрой» БНП, (г. Солигорск)
- Региональная организация БНП г. Новополоцка.
- Региональная организация БНП г. Солигорска.

А также три направления членов профсоюза: Женское, Молодёжное и ветеранское.

## Средства массовой информации
С 1991 года по 2005 год, печатным органом БНП была газета «Салідарнасць» с 2005 года прекратила свое полноценное издание.
На сегодняшний день в качестве печатных изданий используются печатные бюллетени малым тиражом. Создан официальные сайт belnp.org и странички в социальных сетях.